# レオン・ノポフ
レオン・ノポフ（Leon Knopoff、1925年7月1日 - 2011年1月20日）は、アメリカ合衆国の地球物理学者、音響学者。地震の定量モデルであるバリッジ-ノポフ (Buridge-Knopoff) モデルを定式したことで知られる。
ロサンゼルス生まれ。カリフォルニア大学で博士号を得た。マイアミ大学助教授を経て、1950年からカリフォルニア大学ロサンゼルス校で働き、1972年からカリフォルニア大学ロサンゼルス校の地球科学・惑星物理学研究所（Institute of Geophysics and Planetary Physics ：略称：IGPP）の所長を務めた。地震波の伝播のモデル化など地震学に貢献した。
2011年1月20日、サンフェルナンド・バレーのシャーマンオークスで、85歳で亡くなった。

## 受賞歴
- 1978年: エミール・ヴィーヘルト・メダル（ドイツ地球物理学会）
- 1979年: 王立天文学会ゴールドメダル